# Subtyp
Als Subtyp wird eine Untereinheit einer bestimmten Entität bezeichnet. Der Begriff findet vor allem in der Medizin und Informatik Anwendung.
Das Wort leitet sich wohl ab von englisch subtype, wörtlich „Unterart“ oder auch „Nebenart“ (aus lateinisch sub für „unter, um, gegen; unterhalb, bei“ und typus [aus altgriechisch τύπος týpos] zu deutsch „Typus, Typ“ oder „Art“).

## Definitionen

### Medizin
In der Medizin sind Subtypen wie folgt abgegrenzt (oder definiert):
- zur Unterscheidung der Varianten von Krankheitserregern (vor allem Viren) anhand bestimmter Oberflächenmoleküle, die zu einer Variabilität der krankheitsauslösenden Wirkung führen, beispielsweise bei Influenzaviren (→ Liste von Subtypen des Influenza-A-Virus)
- für Unterformen bestimmter Erkrankungen
- für Untertypen verschiedener Rezeptoren (z. B. des α1-Adrenozeptors) beispielsweise aufgrund ihres unterschiedlichen pharmakologischen Verhaltens
- für Unterformen bestimmter Tumoren

### Informatik
In der Informatik wird unter einem Subtyp ein Datentyp verstanden, dessen Werte überall dort eingesetzt werden können, wo auch Werte eines bestimmten anderen Datentyps, des sogenannten Supertyps (aus englisch supertype, zu dt. übergeordneter Typus oder auch Ober-/Überart), eingesetzt werden können (siehe auch Liskovsches Substitutionsprinzip und Superklasse). Ein Beispiel ist eine abgeleitete Klasse in der objektorientierten Programmierung – ein durch das Programmierkonzept der Vererbung erstellter Abkömmling einer anderen Klasse, der Basisklasse.

## Einzelbelege
1. ↑  subtype (Memento vom 23. Mai 2016 im Internet Archive) (englisch-deutsch) – Duden, Langenscheidt; 2015
2. ↑  sub-, Sub- – Duden, Bibliographisches Institut; 2016
3. ↑  Typus – Duden, Bibliographisches Institut; 2016
4. ↑  Typ – Duden, Bibliographisches Institut; 2016